# Yo Marchand
Yo Marchand, née le 7 mars 1936  à Montluçon, est une artiste peintre et poète française.

## Biographie
Connaissant déjà par son père, ébéniste d'art, l'ambiance particulière des ateliers, Yo Marchand fait son apprentissage dans les ateliers de peinture et de gravure de Henri Goetz  et de Stanley William Hayter à Paris.
Elle démarre son propre travail artistique dans les années 1960 et expose notamment en 1967 au Salon Populiste et en 1974 au Salon Les Surindépendants du Musée d'Art Moderne de la Ville de Paris.
Elle vit et travaille à Paris, dans le 20e arrondissement.
Travaillant sur toile tendue sur chassis, Yo Marchand pratique la peinture à l'huile, au couteau. Construites selon des plans géométriques, constituées de larges plans unis avec des variations chromatiques, ses toiles sont travaillées dans l'épaisseur, par couches successives, et sont souvent ourlées d'entailles ou de petits bourrelets qui rappellent pour l'artiste l'idée de la peau.
Très sensible à l'univers de la littérature, elle insère également par "imprégnations" des coupures de journaux, dont les éléments, qu'ils soient iconiques ou typographiques, participent aux effets graphiques recherchés par l'artiste.
Yo Marchand convoque le regard et l'attention sur l'espace de la peinture et la présence du peintre, dans un dialogue qu'elle qualifie elle-même de dialogue avec l'invisible.
Amie de longue date d'Andrée Chédid, Yo Marchand est  attachée à l'écriture et à la poésie. Elle publie un recueil La néoménie des saisons  chez Alfabarre dans la collection Paroles nomades en 2015.
Elle témoigne également de son métier de peintre dans le Numéro 18 de la Collection Carnets d'Atelier, publié aux éditions Mémoire vivante,.
L'artiste, très active, se consacre à de nombreuses expositions à l'étranger et France. En province, elle expose notamment en Combraille, la région de Montluçon dont elle est originaire et à laquelle elle est attachée, et à Paris, dans plusieurs galeries : Claude Lemand, Artuel, Napolitano, Claude Dorval, Claudine Legrand .
En 2023, à l'occasion du cinquantenaire de la disparition de Pablo Picasso, elle est invitée à participer à l'exposition collective conviant 53 artistes contemporains de renom à lui rendre hommage, aux cotés notamment de Ben, Philippe Cognée, Robert Combas, Hervé Di Rosa, Orlan, Jacques Villéglé...
En 2024, à l'occasion de l'entrée d'une de ses toiles dans ses collections, Testament du silence, le Musée de Bernay lui  consacre un programme d'exposition et conférences.

## Collections publiques
- Fonds National d'Art Contemporain : Testament du silence n°10, 1982. Acquisition 1984[16].

## Expositions personnelles (sélection)
- 1965 : Paris, Club des poètes.
- 1970 : Paris-Montparnasse, Galerie du foyer des artistes.
- 1972 : Montluçon, Galerie Bosquet.
- 1973 : Saint-Didier La Forêt, Abbaye Saint-Gilbert.
- 1973 Abbaye de Souvigny, Musée.
- 1974 : Paris, Galerie Camille Renault.
- 1975 : Paris, Galerie Camille Renault.
- 1975 : Orléans, Maison de la culture.
- 1976 : Saint-Etienne, Maison de la culture et des loisirs.
- 1976 : Paris, Galerie Camille Renault.
- 1977 : Colombes, Maison des jeunes et de la culture.
- 1978 : Cergy-Pontoise, Centre d’animation culturelle.
- 1978 : Orly Ouest, Aéroports de Paris.
- 1979 : Thonon-les-Bains, Maison des arts et loisirs.
- 1979 : Fos-sur-Mer, Centre d’animation culturelle.
- 1980 : Paris, Galerie de l’université.
- 1980 : Paris, Galerie Ruben.
- 1981 : Orléans, Musée d’histoire naturelle.
- 1981 : Villejuif, Maison des jeunes et de la culture.
- 1981 : Compiègne, Centre d’animation culturelle.
- 1982 : Menucourt, Maison des jeunes et de la culture.
- 1982 : Les Mureaux, Centre de formation des cadres EDF.
- 1983 : Troyes, Centre culturel Thibaud de Champagne.
- 1983 : Paris, Gal’Artemis.
- 1983 : Orléans, Maison de la culture
- 1984 : Saint-Sauveur-en-Puisaye, Château du Tremblay.
- 1984 : Centre régional d’art contemporain.
- 1984 : Le Mée-sur-Seine, Centre d’art contemporain.
- 1985 : Jouy-sur-Eure, Centre d’art contemporain.
- 1986 : Paris, Galerie Michel Broomhead.
- 1986 : Ljubljana (Yougoslavie), Centre culturel français.
- 1986 : Coutances, Musée.
- 1986 : Saint-Dizier, Musée.
- 1987 : Paris, Galerie Michel Broomhead.
- 1987 : La Rochelle, Musée du nouveau monde.
- 1988 : La Rochelle, Musée d’art et d’histoire.
- 1988 : Paris, Galerie Maria Piras.
- 1988 : New-York, I.G.I. Jacob K.Javits.
- 1988 : Tulle, Musée du cloître.
- 1988 : Abbaye de Noirlac, Bruère-Allichamps.
- 1989 : Paris, Galerie Bernard Davignon.
- 1989 : Paris, Galerie Méridien 7.
- 1990 : Amman (Jordanie), Centre culturel français.
- 1991 : Montluçon, Galerie Ecritures.
- 1991 : Paris, Galerie Claude Lemand.
- 1991 : Les Andelys, Musée Nicolas Poussin.
- 1992 : Chaumont, Musée.
- 1993 : Paris, Galerie Artuel.
- 1994 : Montluçon, Galerie Ecritures.
- 1994 : Saint-Amand Montrond, Musée Saint-Vic.
- 1995 : Paris, Galerie Artuel.
- 1995 : Abbeville, Musée Boucher de Perthes.
- 1996 : Paris, Galerie Napolitano.
- 1997 : Moutier d’Ahun, La bergerie Jacques Lagrange.
- 1998 : Paris, Galerie Napolitano.
- 1999 : Saint-Nizier sous Charlieu, Couvent des Cordeliers.
- 2000 : Saint-Amand Montrond, Musée - Cité de l’Or.
- 2000 : Paris, Galerie Napolitano.
- 2001 : Lapalisse, Espace d’art contemporain.
- 2003 : Paris, Galerie Claude Dorval.
- 2004 : Le Blanc, Eglise Saint-Cyran.
- 2006 : Paris, Galerie d’Est et d’Ouest.
- 2007 : Paris, Galerie d’Est et d’Ouest.
- 2007 : Auxerre, Musée.
- 2007 : Rochefort, La corderie royale.
- 2009 : Paris, Galerie d’Est et d’Ouest.
- 2010 : Montluçon, Fonds d’Art Moderne et Contemporain.
- 2011:  Montluçon, Galerie Ecritures.
- 2012 : Paris, Galerie 174 Faubourg.
- 2013 : Paris, Galerie Claudine Legrand.
- 2015 : Paris, Galerie Claudine Legrand
- 2016 : Argenton-sur-Creuse, L'Arboretum, Espace d'Art Contemporain d'Argenton-sur-Creuse[17]
- 2021 : Trizay, Centre d’art contemporain de l’abbaye de Trizay
- 2022 : Paris, Modern Art Fair/Galerie Claudine Legrand.
- 2023 : Barbizon, Picasso, 50 ans déjà, exposition collective,  Espace Culturel Marc Jacquet
- 2023 : Aubusson, Galerie du Libre regard[18]
- 2024 : Bernay, Musée des Beaux-Arts de Bernay
- 2025 : Paris, Galerie Claudine Legrand
- 2025 : Montluçon, Galerie Ecriture

## Publications
- Cahiers bleus n°39 - Yo Marchand : fragmentaires d'un peintre. Hiver 1986-1987 (Collectif : Yo Marchand - Gaspard - Benoît Clair - Fernand Ouellette Ariel Marinie - Edmond Humeau - Daniel Abel - Denise Laborde - Dominique Daguet)
- La vision créative de Yo Marchand ou Le codicille de l'intuition, Editions Mémoire vivante, Paris, 2012  (ISBN 978-2-903011-99-4)
- La néoménie des saisons , Editions Alfabarre, collection Paroles nomades, 2015.  (ISBN 978-2-35759-043-4)
- Yo Marchand, Carnets d’atelier N°18, Editions Mémoire vivante, Paris, 2006  (ISBN 2-903011-64-8)

## Catalogues et textes d'expositions
- Yo Marchand, exposition , Troyes, Centre culturel Thibaud de Champagne, 1983[19]
- Yo Marchand, Galerie Michel Broomhead (Paris), texte de George-Emmanuel Clancier, 1986[20]
- Yo Marchand, Musée d'art et d'histoire de La Rochelle, 1989[21]
- Yo Marchand : ou la matière intelligente, texte de Jacqueline Baudrier, Méridien 7, Paris, 1989[22]
- Yo Marchand. Peintures - Œuvres récentes. Les Andelys. Musée Nicolas Poussin, 1991[23]
- Yo Marchand : exposition, texte de Christine Lalou, Abbeville, Musée Boucher de Perthes, 1995[24]
- Yo Marchand : exposition. Arboretum, Argenton-sur- Creuse,  texte de Jacques Victor Giraud. Editions Arboretum Bilingue français-anglais, 2016  (ISBN 978-2-9555660-0-8)[25].